# National Women's Hall of Fame
La National Women's Hall of Fame è un'istituzione statunitense. Creata nel 1969, ha come obiettivo onorare le donne che si sono distinte in campi quali le arti, l'atletica, gli affari, l'educazione, il governo, la filantropia e la scienza e che con le loro potenzialità hanno contribuito allo sviluppo del paese.
Inizialmente ospitata dall'Eisenhower College di Seneca Falls, attualmente la Hall of Fame è situata al 76 di Fall Street.

## Personalità inserite nella Hall of Fame
| - Faye Glenn Abdellah - Bella Abzug - Abigail Adams - Jane Addams - Madeleine Albright - Tenley Albright - Louisa May Alcott - Florence Ellinwood Allen - Gloria Allred - Linda Alvarado - Dorothy H. Andersen - Marian Anderson - Ethel Percy Andrus - Maya Angelou - Susan B. Anthony - Virginia Apgar - Ella Baker - Lucille Ball - Ann Bancroft - Clara Barton - Eleanor K. Baum - Ruth Fulton Benedict - Mary McLeod Bethune - Antoinette Brown Blackwell - Elizabeth Blackwell - Emily Blackwell - Amelia Bloomer - Nellie Bly - Louise Bourgeois - Margaret Bourke-White - Lydia Moss Bradley - Myra Bradwell - Mary Breckinridge - Nancy Brinker - Gwendolyn Brooks - Pearl S. Buck - Betty Bumpers - Charlotte Bunch - Francesca Saverio Cabrini - Mary Steichen Calderone - Annie Jump Cannon - Rachel Carson - Eleanor Rosalynn Smith Carter - Mary Ann Shadd Cary - Mary Cassatt - Willa Cather - Carrie Chapman Catt - Julia Child - Lydia Maria Child - Shirley Chisholm - Mary Church Terrell - Hillary Clinton - Jacqueline Cochran - Mildred Cohn - Bessie Coleman - Eileen Collins - Ruth Johnson Colvin - Rita Rossi Colwell - Joan Ganz Cooney - Marianna Cope - Gerty Theresa Cori - Jane Cunningham Croly - Matilda Cuomo - Angela Davis - Paulina Kellogg Wright Davis - Dorothy Day - Marian de Forest - Donna de Varona - Karen DeCrow - Sarah Deer - Emma Smith DeVoe - Emily Dickinson - Dorothea Dix - Elizabeth Hanford Dole | - Marjory Stoneman Douglas - Katharine Mary Drexel - Anne Dallas Dudley - Mary Barret Dyer - Kathleen Eagan - Amelia Earhart - Sylvia A. Earle - Catherine Shipe East - Crystal Eastman - Mary Baker Eddy - Marian Wright Edelman - Gertrude Ederle - Gertrude B. Elion - Dorothy Harrison Eustis - Alice C. Evans - Geraldine Ferraro - Ella Fitzgerald - Jane Fonda - Betty Ford - Aretha Franklin - Helen Murray Free - Betty Friedan - Margaret Fuller - Matilda Joslyn Gage - Ina May Gaskin - Althea Gibson - Lillian Moller Gilbreth - Charlotte Perkins Gilman - Ruth Bader Ginsburg - Maria Goeppert-Mayer - Katharine Graham - Martha Graham - Temple Grandin - Linda Grant DePauw - Ella Grasso - Marcia Greenberger - Martha Griffiths - Sarah Grimké - Angelina Emily Grimké Weld - Mary Hallaren - Fannie Lou Hamer - Alice Hamilton - Lorraine Hansberry - Martha Matilda Harper - Patricia Roberts Harris - Helen Hayes - Dorothy Height - Beatrice A. Hicks - Barbara Hillary - Oveta Culp Hobby - Barbara Holdridge - Billie Holiday - Wilhelmina Cole Holladay - Jeanne M. Holm - Bertha Holt - Grace Murray Hopper - Julia Ward Howe - Dolores Huerta - Helen LaKelly Hunt - Swanee Hunt - Zora Neale Hurston - Anne Hutchinson - Barbara Iglewski - Shirley Ann Jackson - Victoria Jackson - Mary Jacobi - Frances Wisebart Jacobs - Mae Jemison - Barbara Rose Johns - Mary Harris Jones - Barbara Jordan - Helen Keller - Leontine T. Kelly - Susan Kelly-Dreiss | - Frances Kathleen Oldham Kelsey - Nannerl Keohane - Jean Kilbourne - Billie Jean King - Coretta Scott King - Julie Krone - Elisabeth Kübler Ross - Maggie Kuhn - Stephanie Louise Kwolek - Henrietta Lacks - Susette La Flesche - Winona LaDuke - Carlotta Walls LaNier - Dorothea Lange - Sherry Lansing - Allie B. Latimer - Emma Lazarus - Mildred Robbins Leet - Maya Lin - Anne Morrow Lindbergh - Patricia Locke - Belva Lockwood - Juliette Gordon Low - Clare Boothe Luce - Shannon Lucid - Mary Mason Lyon - Mary Mahoney - Nicole Malachowski - Wilma Mankiller - Philippa Marrack - Barbara McClintock - Katherine Dexter McCormick - Louise McManus - Margaret Mead - Barbara Mikulski - Kate Millett - Patsy Mink - Maria Mitchell - Toni Morrison - Constance Baker Motley - Lucretia Mott - Kate Mullany - Aimee Mullins - Carol Mutter - Antonia Novello - Sandra Day O'Connor - Georgia O'Keeffe - Rose O'Neill - Annie Oakley - Rosa Parks - Ruth Patrick - Alice Paul - Nancy Pelosi - Mary Engle Pennington - Frances Perkins - Rebecca Talbot Perkins - Esther Peterson - Judith L. Pipher - Jeannette Rankin - Janet Reno - Ellen Swallow Richards - Linda Richards - Sally Ride - Rozanne L. Ridgway - Mary Joseph Rogers - Edith Nourse Rogers - Eleanor Roosevelt - Ernestine Rose - Elaine Roulet - Janet Rowley - Wilma Rudolph - Josephine St. Pierre Ruffin - Mary Harriman Rumsey - Florence Rena Sabin | - Sacagawea - Bernice Sandler - Margaret Sanger - Katherine Siva Saubel - Betty Bone Schiess - Patricia Schroeder - Anna Schwartz - Felice N. Schwartz - Blanche Stuart Scott - Florence B. Seibert - Elizabeth Bayley Seton - Donna Shalala - Anna Howard Shaw - Catherine Filene Shouse - Eunice Kennedy Shriver - Muriel Siebert - Beverly Sills - Louise Slaughter - Eleanor Smeal - Bessie Smith - Margaret Chase Smith - Sophia Smith - Hannah Greenebaum Solomon - Susan Solomon - Sonia Sotomayor - Laurie Spiegel - Elizabeth Cady Stanton - Gloria Steinem - Helen Stephens - Nettie Stevens - Lucy Stone - Kate Stoneman - Harriet Beecher Stowe - Harriet Williams Russell Strong - Anne Sullivan - Kathrine Switzer - Henrietta Szold - Mary Burnett Talbert - Maria Tallchief - Ida Tarbell - Helen Brooke Taussig - Sojourner Truth - Harriet Tubman - Wilma Vaught - Diane von Fürstenberg - Florence Schorske Wald - Lillian Wald - Madam C. J. Walker - Mary Edwards Walker - Emily Howell Warner - Mercy Otis Warren - Alice Waters - Faye Wattleton - Annie Dodge Wauneka - Ida B. Wells - Eudora Welty - Edith Wharton - Sheila Widnall - Emma Willard - Frances Willard - Oprah Winfrey - Sarah Winnemucca - Flossie Wong-Staal - Victoria Woodhull - Fanny Wright - Martha Coffin Wright - Chien-Shiung Wu - Rosalyn Yalow - Gloria Yerkovich - Mildred "Babe" Didrikson Zaharias |